# 不思議な世界!
『不思議な世界!』（ふしぎなせかい）は、1992年4月15日から1993年3月24日までテレビ東京系列局で放送されていたテレビ東京製作の教養番組である。放送時間は毎週水曜 20:00 - 20:54 （日本標準時）。

## 概要
地球上にある科学的に解明できない不思議な現象を取り上げ、それらを検証していた番組。小倉智昭と大島智子（現・大島さと子）が司会を務めていた。
番組はその後も1993年4月14日から同年9月15日まで『やっぱり不思議!?』（やっぱりふしぎ）と題して放送され、通算で1年半にわたって放送された。